# Arbeiterkalender

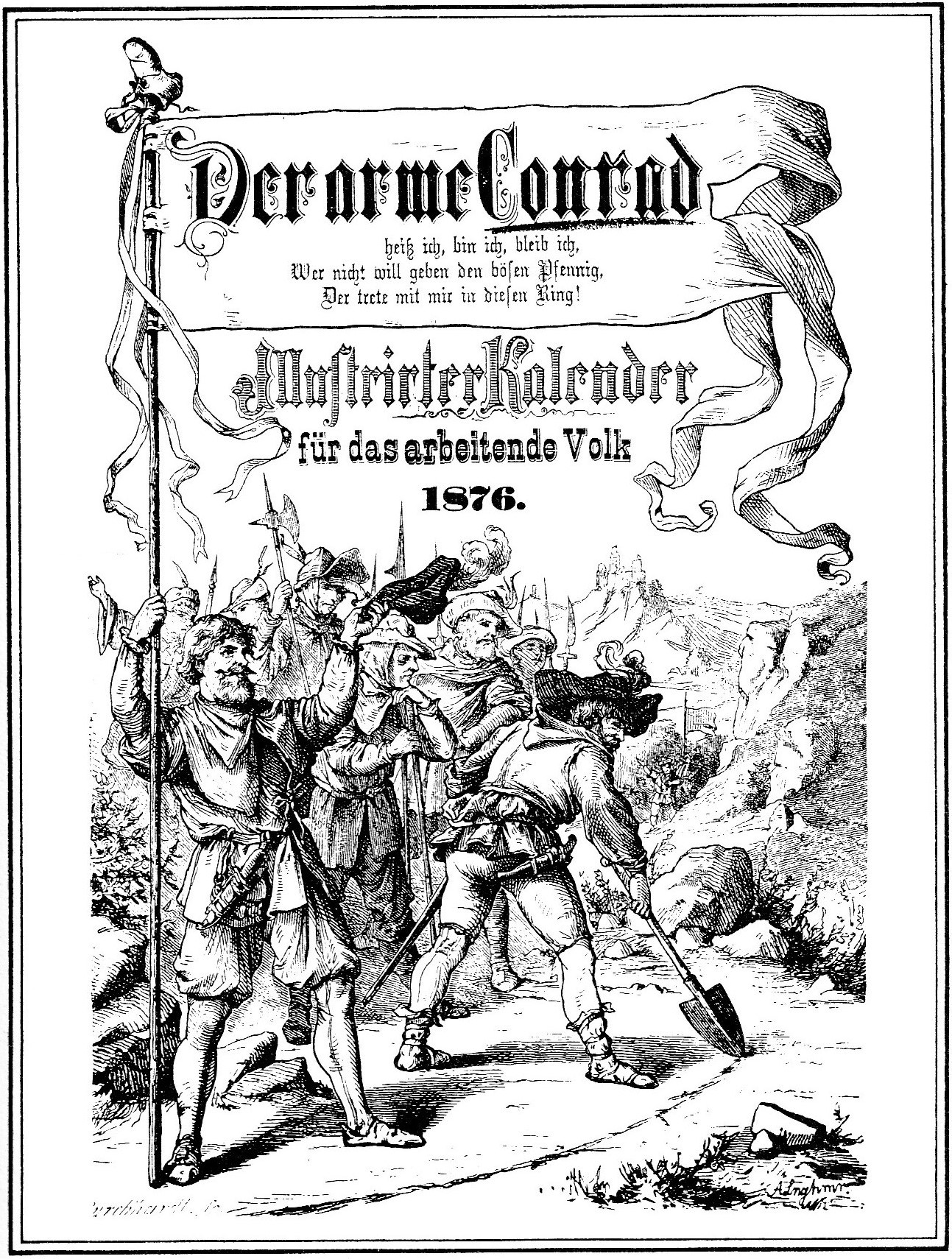
Titelblatt des ersten zentralen Arbeiterkalenders in Deutschland. Das Titelbild bezieht sich auf die Gründung des Bauernbundes (1514).

Erste Arbeiterkalender sind nachgewiesen für die Jahre 1867 „Allgemeiner Arbeiter-Kalender“ (in Budapest) und 1868 „A. Eichhoff’s Deutscher Arbeiterkalender“ (in Berlin). Der Arbeiterkalender war an die Arbeiterbewegung historisch gebunden. Bewusst wählten Arbeiterkalender auch den bereits traditionellen Titel „Volks-Kalender“, wie z. B. der 1875–1879 in Braunschweig erschienene Kalender, der sich vor allem an Bauern wendete.

## Geschichte
Die Sozialdemokratie beanspruchte in ihrem Namen den „Volks“ – Begriff, die Übernahme des Begriffs in den „Arbeiterkalender“ zeigte, dass das „Volk“ nun nicht mehr im pauschalen Sinn der alten Volkskalender verstanden sein sollte, sondern klassenkämpferische Aspekte erhielt. Der „Volks“-Begriff wurde also im parteilichen Sinn der Sozialdemokratie besetzt, auch wenn sich die Kalender nicht nur an Arbeiter und Bauern wendeten, sondern auch an Handwerker und niedriggestellte Beamte.
Die wichtigsten inhaltlichen Änderungen bestanden darin, dass die aus dem traditionellen „Volkskalender“ übernommenen Geschichtskalender und ihre „Wundergeschichten“ bzw. die „Heldengeschichtsschreibung“ entfallen und nun mit Daten der Weltgeschichte, der revolutionären demokratischen und der deutschen Arbeiter-Bewegung gefüllt wurden. Themen waren dabei überwiegend die Revolution von 1848, der Badische Aufstand von 1849 und die Erste Internationale von 1864 bis 1876, sowie der Internationalität der Arbeiterbewegung aber auch das zunehmende Interesse an den inneren Kriegen, den Klassenkämpfen.
Um 1870 bot der Arbeiterkalender ein Bild eingeschränkter Vielfalt, die Beiträge veränderten sich inhaltlich, wenn sie nicht überhaupt aus historischen Berichten der Arbeiterbewegung und ihre Geschichte bestanden, so erzählten sie Geschichten, die Beispiele aus der revolutionären Geschichte, hauptsächlich aus dem Bauernkrieg, aber auch aus den Wirren des Dreißigjährigen Krieges, aus der Bürgerlichen Revolution oder aus dem gegenwärtigen inneren Auseinandersetzungen bestanden, nicht zuletzt brachten die Arbeiterkalender auch Artikel über tragische Liebesgeschichten zwischen Arbeitern und höheren Töchtern.
Neben den zentralen Parteikalendern z. B. in Berlin und Leipzig gab es auch regionale Ausgaben. Es gab Arbeiterkalender, die sich direkt an Parteimitglieder wandten, andere blieben allgemein und suchten in unerschlossenen Schichten Anhänger zu werben. So sprach der „Volks-Kalender“ von Wilhelm Bracke ausdrücklich die Bauern, der „Mecklenburgische Volks-Kalender“ die Arbeiter, Häusler und Büdner an.
Im Gegensatz zum Inhalt pflegten die Arbeiterkalender in Form, Aufmachung, Anordnung und grundsätzlicher Thematik dem bürgerlichen Volkskalender durchaus zu folgen. Um ihre Leser überhaupt zu erreichen, sollten die Gewohnheiten des traditionellen Kalenders beibehalten werden, aber trotzdem sollten die Arbeiterkalender vor allem neue Inhalte mitteilen. Es war ein Irrtum, dass der Arbeiter in einer bürgerlichen Gesellschaft frei wäre von bürgerlichen Verhalten; im Gegenteil war er privat vielfach davon geprägt, so dass an diese nur langsam zu wechselnden und wandelbaren Gewohnheiten anzuknüpfen war. Dass dies den Bearbeitern von Arbeiterkalendern durchaus bewusst gewesen ist, belegt folgende Passage aus dem „Allgemeinen Arbeiter-Kalender für das Jahr 1886“:

„Es gibt in der Tat Bücher, welche auch in den ärmsten Hütten Eingang finden und also am besten die Mission der Bildung und Aufklärung des Volkes zu erfüllen geeignet wären: das sind die Kalender. Einen Kalender trifft man wohl im beschränktesten Haushalt vor, und es ist in manchen Familien der einzige geistige Schatz, von welchem ein ganzes Jahr lang gezehrt wird. Hierbei aber wäre der Hebel anzusetzen, um auf die Erziehung des unteren Standes kräftig einzuwirken.“

Berücksichtigt man diese Absicht, dann stellt das formale Anknüpfen an den bürgerliche Kalender die Strategie dar, das gewohnte Bedürfnis nach dem Volkskalender nach außen zu erfüllen, zugleich aber die neuen Inhalte zu verbreiten.
Der Arbeiterkalender machte auch die schmerzlichen Neuerungen des bürgerlichen Kalenders mit, die Umstellung der Frakturschrift auf die Antiqua, für den Kalenderleser wahrhaft revolutionär, die Einführung der Fotografie, die die traditionellen Holzschnitte verdrängte, oder die Kehrtwendung zum Inseratenwesen. Lassalle wollte die bürgerlichen Annoncen verbannen, Bebel dagegen hielt es für töricht, die materiellen Machtmittel dem Bürgertum zu überlassen. Die Auseinandersetzung zwischen Puristen und Pragmatikern zog sich auf den Parteitagen bis 1908 hin. Schließlich unterlagen die Puristen. Der Gesamtinhalt des Kalenders kann nicht in dem Maße durch die Inserate beeinträchtigt werden, dass man von einem Skandal reden kann. Der Arbeiterkalender verhielt sich diesbezüglich nicht eben revolutionär. Dennoch ist die durchdachte und raffiniert mit verschiedensten Mitteln betriebene Aufklärung des Arbeiterstandes der grundlegende Verdienst des Arbeiterkalenders.
Die wichtigsten deutschen Arbeiterkalender:
| Titel                                                                        | Verlag / Herausgeber                       | Erscheinungsort    | Erscheinungsdatum |
| ---------------------------------------------------------------------------- | ------------------------------------------ | ------------------ | ----------------- |
| A. Eichhoff's Deutscher Arbeiterkalender                                     | Albert Eichhoff                            | Berlin             | 1868              |
| Allgemeiner Arbeiterkalender auf das Schaltjahr 1872                         | Joseph Dittrich u. August Otto-Walster     | Dresden            | 1872              |
| Volksstaat-Kalender: für das Jahr …                                          | Verlag der Genossenschaftsbuchdruckerei    | Leipzig            | 1873–1875         |
| W. Grüwels Deutscher Arbeiterkalender                                        | Grüwels Deutscher Arbeiterkalender         | Berlin             | 1874              |
| Deutscher Arbeiter-Kalender des Neuen Social-Demokrat: für das Jahr…         | Ihring                                     | Berlin             | 1875              |
| Der arme Conrad: Illustrirter Kalender für das arbeitende Volk für das Jahr… | Verlag der Genossenschaftsbuchdruckerei    | Leipzig            | 1876–1879         |
| Omnibus: Illustrirter Volkskalender für das Jahr …                           | Fink                                       | Leipzig            | 1880–1882         |
| Illustrirter Neue Welt Kalender: für das Jahr…                               | Hamburg: Auer Stuttgart : Dietz [in Komm.] | Hamburg, Stuttgart | 1883–1951         |
| Historischer Kalender, Vorwärts Berliner Volksblatt                          | Verlag des "Vorwärts"                      | Berlin             | 1895–1913         |
| Arbeiterkalender                                                             | deutscher Verlag der Komintern             |                    | 1923–1933         |
| Deutscher Volkskalender                                                      | Nau                                        | Hannover           | 1953–1954         |
| Neue-Welt-Kalender                                                           | Bonn: Neuer Vorwärts-Verl. Nau             | Hannover           | 1955–1968         |